# Polydistoma longitube
Polydistoma longitube är en sjöpungsart som beskrevs av Kott 1957. Polydistoma longitube ingår i släktet Polydistoma och familjen Holozoidae. Inga underarter finns listade i Catalogue of Life.